# Cimo de Vila da Castanheira
Cimo de Vila da Castanheira is een plaats (freguesia) in de Portugese gemeente Chaves en telt 605 inwoners (2001).